# Prionostemma victoriae
Prionostemma victoriae is een hooiwagen uit de familie Sclerosomatidae.